# Jorge Piqueras
Jorge Piqueras Sánchez-Concha (Lima, 18 de julio de 1925-París, 2 de octubre de 2020) fue un artista visual, escultor y fotógrafo peruano-español. Ha sido reconocido como uno de los artistas peruanos más importantes del siglo veinte. Sobresale como pionero de la abstracción geométrica latinoamericana, como también por su producción escultórica. La obra de Piqueras incluye escultura, pintura, collage, fotografía y ensamblaje, y abarca un amplio rango de soportes materiales y medios.
A lo largo de su carrera, Piqueras ha demostrado la libertad de explorar y experimentar con una variedad de formas y estilos artísticos. Ha creado un cuerpo de obra en el que la característica emblemática es lo inesperado. Fue amigo cercano de Jorge Oteiza y Marcel Duchamp, a quienes consideraba sus mentores y también sus modelos.
Vivió y trabajó ampliamente en Europa, especialmente en Italia y Francia. Desde 2007, Piqueras también exhibió su obra en Lima, Perú con frecuencia. En mayo de 2011, el Museo de Arte de Lima (MALI) organizó una exhibición de sus trabajos geométricos de la década del 1950.

## Biografía
Piqueras nació en la Escuela Nacional de Bellas Artes de Lima donde su padre, Manuel Piqueras Cotolí, era profesor de escultura en residencia. Su padre era un renombrado arquitecto, urbanista y escultor español. Su madre, Zoila Sánchez-Concha Aramburú, pertenecía a una tradicional familia limeña.
Entre las más famosas obras de Piqueras Cotolí en Lima están la Plaza San Martín (la plaza central de Lima), el parque El Olivar de San Isidro, y la fachada de la Escuela Nacional de Bellas Artes. En 1927, el presidente Augusto B. Leguía le encargó a Piqueras Cotolí el diseño del Pabellón del Perú para la Exposición Iberoamericana (feria internacional) de 1929, en Sevilla. Piqueras Cotolí viajó a Sevilla con su familia para supervisar la construcción del Pabellón, que también alberga numerosas esculturas de su autoría. La familia regresó al Perú en 1930.
Jorge Piqueras realizó sus primeros dibujos y esculturas en 1935. La muerte de su padre en 1937, a la edad de 52 años, fue un duro golpe para él. Poco después conoció al escultor español Victorio Macho, quien había llegado a Lima para realizar un monumento a Miguel Grau.
En 1944, Piqueras ingresó a la Academia de Arte de la Universidad Católica donde estudio con Adolfo Winternitz, un artista vienes emigrado. Tres años después, luego de ganar el Premio Nacional de Escultura Baltazar Gavilán, conoció al escultor español Jorge Oteiza, quien se hallaba de visita en Lima, y desarrolló una fuerte amistad con él.
En 1949, Piqueras viajó con una beca del Instituto de Cultura Hispánica a Europa. Inicialmente vivió y trabajó con Jorge Oteiza en Bilbao, España. Luego viajó a Florencia, Italia, donde conoció y se casó con Grati Baroni, natural de esa ciudad. Comenzó a mostrar su obra en galerías locales, como también en París.

## Carrera artística
En 1952, Piqueras empezó un intenso periodo de pintura geométrica que continuaría durante siete años. En 1953 fue seleccionado como representante del Perú en la II Bienal de Sao Paulo, Brasil, con trabajos escultóricos. Dos años después participó con obra pictórica en la Exposición Internacional de Arte en Valencia, Venezuela.
En 1957, Piqueras participó en el XII Salon de Réalités Nouvelles en París, con pintura; el crítico de arte francés, Leon Degand, comentó favorablemente sobre su obra en Art d'aujourd'hui.
Siguieron numerosas exhibiciones en ciudades italianas, así como en otras ciudades europeas. Durante este período, el crítico italiano Alberto Boatto presentó su trabajo en la Galleria del Cavallino (Venecia): "...Piqueras alía poderío y violencia con un sentido firme de aplomo, de dominio, de claridad y de precisión."
En 1959, comenzó a trabajar en una serie de pinturas conocidas como la Serie Negra. En 1960, participó en la XXX Biennale Internazionale di Venezia; su obra fue notada por Alain Jouffroy: "...Piqueras y Larraín, ambos muy interesantes por su sentido del misterio y el poder mágico de sus formas..."
Piqueras se mudó a París en 1961. En los veranos en Cadaqués, España, hizo amistad sólida y duradera con Marcel Duchamp, Man Ray, George Staempfli, Mary Callery, Barbara Curtis, Alfonso Milá, José Antonio Rumeu y otros.
Siguió un intenso periodo de exposiciones en París y en toda Europa, así como en Nueva York. La revista de arte mETRO sacó un extenso artículo sobre su obra con textos de Alain Jouffroy, Paul Steinberg y Bruno Alfieri, el editor de la publicación. Piqueras fue invitado a participar en la exposición "Arte latinoamericano en Paris" en el Musée d'Art Moderne en 1962.
En 1963, Henri Cartier-Bresson tomó una fotografía de Marcel Duchamp en su estudio. En la fotografía aparece una sola pintura en la pared, directamente detrás de Duchamp: una pintura de Piqueras que Duchamp había adquirido. Cartier-Bresson posteriormente regalaría a Piqueras una copia de esta imagen, en agradecimiento por un gouache que éste le había obsequiado.
Marcel Duchamp nominó a Piqueras para el Premio de la William and Noma Copley Foundation (Chicago, EEUU) en 1964; el premio le fue otorgado por un jurado que incluía a Roland Penrose, Roberto Matta, Marcel Duchamp, Herbert Read, Max Ernst, Patrick Waldberg y William Copley.
Piqueras participó en las XXXII y XXXIII Biennale Internazionale di Venezia (1964 y 1966):
Debo añadir a esta lista [de los 8-9 artistas más destacados...] a Piqueras, un gran pintor que, sin embargo, es poco conocido, escandalosamente, y a quien el Perú, su país de origen, ha dado solo dos paredes y una fracción de otra, cuando debieran de haberlo presentado como a Le Parc o a Stenvert o a Raysse, proporcionándole la generosa amplitud de una sala entera, adecuadamente iluminada y dispuesta para favorecer a las obras de modo a permitir que el visitante neófito y desganado tuviera esa oportunidad una-en-mil de "ver" lo que el destino ha puesto ante sus ojos: estas maravillas de pureza y rigor mentales. Alain Jouffroy

## Una década de escultura
En 1968, Piqueras concibió a la emblemática figura "Él", que se convirtió en una presencia recurrente en su escultura. Figuró prominentemente en su exposición individual de esculturas en Villeparisis, France (1973):
Este personaje, que lucha en vano en una situación absurda, da una impresión de soledad, una soledad que podría ser llamada cósmica, en un mundo que sólo puede ser descrito con el vocabulario del desierto -de ningún modo un desierto sahariano ni tampoco polar, sino un desierto más bien lunar, sideral- un mundo completamente frío y por lo tanto extrañamente indiferente. Más aún, el personaje permanece idéntico en todo momento, sólo el material de las columnas que lo sostienen varía (mármol, metal y madera), simbolizando un mundo en el que la regla es el cambio. ¿Qué significa esta búsqueda de permanencia, esta resistencia al cambio? ¿Estamos hablando de escultura aún? J. Thuller (catálogo de la exposición)
En "Volterra 73", una exhibición organizada por Enrico Crispolti en Volterra, Italia, "Él" aparece sobre señales de tránsito, paredes y monumentos en toda la ciudad; una escultura de gran tamaño, el "Monumento a la Libertad" (de tres metros de alto) fue instalado en la plaza principal, la Piazza del Priori.
Participo en esta manifestación con enorme interés. [...] "Interventi nella città" (Intervenciones en la ciudad)...ofrece oportunidades concretas de demoler las odiosas barreras entre público y Arte...para proponer un contacto directo con el artista sin intermediarios fastidiosos. No a través de los barrotes de la jaula-galería-zoológico sino en exteriores, en un entorno de paisajes deslumbrantes, y de la urbe también. Quiero dejar bien sentado que detesto los safaris culturales. Sin salida. Prohibiciones. Vías de sentido único. Señalética de calle. Condicionamientos de todo tipo...en medio de todo esto está [mi personaje], quien trata de escapar, o por lo menos de treparse a lo que sea, cualquier cosa, no importa que. Mercado del arte o Arte puro -es todo lo mismo. Sobre los muros y montado encima de la violencia de una señal de STOP o de SENTIDO UNICO, ocurren los cortocircuitos [...] Uso [mi personaje] para medir, para tratar de comprender lo que ocurre a mi alrededor. Jorge Piqueras (catálogo de Volterra 73)
En 1975, “Él” volvió a dominar la escena a través de una exposición individual de Piqueras en el Musée d'Art Moderne de la Ville de Paris. La presentación del catálogo fue de Alain Jouffroy.
Piqueras hizo amistad con Italo Calvino, a quien le sorprendió el parentesco espiritual de la figura de “Él” con su personaje del cuento Il Conte di Montecristo.
Más tarde -en 1982- "Él"emergió de tamaño mayor que el natural y con todo su kit de identidad cuando el arquitecto Sandro Masera vio su imagen en Harper's Grand Bazaar y encargó el bronce para una casa que estaba construyendo en Emilia-Romaña.
En 1969 Jean Dewasne invitó a Piqueras a participar en el Salon de Mai en París (1970). Piqueras participó regularmente en este salón, así como en el Salon de la Jeune Sculpture, en años sucesivos.
En Pietrasanta, en 1973, Piqueras convocó -junto a Alicia Penalba, Giuglio Lazotti, Gianni y Michele Benvenuti, y numerosos otros artistas- un homenaje a Salvador Allende, el presidente chileno depuesto por el General Pinochet. Rafael Alberti, Henry Moore, Renato Guttuso, Alberto Moravia, Italo Calvino y muchos otros participaron mediante la firma de carteles que declaraban "Non dimentichiamo il Cile", imprimiendo en ellos la huella de las palmas de sus manos; luego éstos fueron colocados alrededor de la plaza. Los registros de esta manifestación se perdieron en un incendio.
En 1975, en Beloeil I, Aperçu de la Sculpture en France (Parc du Chateau de Beloeil, Bélgica), las esculturas de Piqueras fueron exhibidas junto a obras de 27 otros artistas, entre ellos Arp, Bury, Calder, Niki de St. Phalle, Ernsty, Etienne-Martin, Honegger, Ipousteguy, Jacobsen, Magritte, Miro, Reinhoud, Schoffer, Soto y Tinguely.

## Un interludio con la fotografía
En 1978, sintiendo la necesidad de escapar del mundo de las galerías y del mercado del arte, Piqueras empezó a trabajar como fotógrafo, junto con Marina Faust, para revistas como Harper's Gran Bazaar, Interni, Ville e Giardini, Casa Vogue, Architecture d'Aujourd'hui, Cree y Corto Maltese. Propone y realiza reportajes fotográficos a diversas personalidades -entre otros, a Salvador Dali, Hans Hollein, Hunderwasser, Karl Lagerfeld, Man Ray y Etienne-Martin- como también de arquitectura y de otros temas.

## Retorno a la pintura y la escultura
En 1987, Piqueras inició su retorno a la pintura y la escultura. Mostró su obra por primera vez en el Perú como invitado de honor, junto con Jorge Eduardo Eielson, en la III Bienal de Trujillo. Fue ahí donde conoció a la escritora Christine Graves, con quien contrajo matrimonio en 1988. Piqueras permaneció en el Perú y se embarcó en una serie de nuevas exploraciones en pintura, ensamblajes, collage y diversos otros medios.
Realizó una exposición individual en la Municipalidad de Miraflores (Lima) en 1988. La obra expuesta incluyó numerosas pinturas, ensamblajes y esculturas que conectaban su trabajo previo a 1978 con sus nuevas creaciones, las cuales incluían la escultura monumental "Altar a la magia". Las obras -basadas en el árbol como símbolo central- comprendían tipografía, collage, pintura chorreada, y otras técnicas para crear una atmósfera de invocación y encantamiento parecida a la de una suerte de rito de fertilidad (los troncos de árboles semejaba falos). A través de su asimilación en las obras de arte, materiales comunes y corrientes como periódicos, papel platina, ollas de barro, etc. se convertían en elementos rituales.
En 1991, Piqueras recibió una comisión para realizar una escultura monumental: el "Monumento a la Arqueología", realizada en travertino, se colocaría en la Plaza de los Arqueólogos del Museo de Sitio de Ancón, Perú.
Piqueras fue invitado a participar en la Première Triennale des Amériques en Maubeuge, Francia, en 1993. En ese mismo año, se mudó con su familia a Roma, Italia, donde residieron hasta 1998. Allí, Piqueras continuó a pasar revista a su propia historia, haciendo re-creaciones a partir de restos deteriorados o vestigios de piezas anteriores de obras suyas; también recuperaba materiales encontrados en las calles o en la playa, utilizando desechos para producir objetos y collages con referencias irónicas a temas eruditos o banales. Nada se perdía, nada era descartado. Por ejemplo, creó una serie de esculturas efímeras con cáscaras de huevo vaciadas y vendajes de yeso luego de que su hija Arianna estuviera con la pierna enyesada. Sus obras pasaban de lo autobiográfico a lo visionario, de la denuncia a la invocación, en una revisión crítica de su pasado como artista.
En el Palazzo Ducale de Maierà (Calabria, Italia), en 1996, Piqueras concibió y organizó la exhibición "Sogni pietrificati" (sueños petrificados). Ésta incluyó instalaciones creadas por él con las piedras que habían sido recientemente excavadas para la construcción del cercano anfiteatro de M'ara. A manera de “encuentros”, invitó varios escultores amigos -Iginio Balderi, Eli Benveniste, Alfio Mongelli, Joaquín Roca Rey y Jorgen Haugen Sorensen- para que dispusieran sus obras entre las instalaciones. La exposición también significó una nueva "misión" para Él, trepado a la pared de entrada del Palacio.
En 1997, Piqueras representó al Perú en la XLVII Biennale Internazionale di Venezia. Participó en la Primera Bienal Iberoamericana de Lima en el Salón de Invitados Especiales.
En 1998, regresó con su familia al Perú, donde empezó a sacar partido de la disponibilidad de espacios de mayores dimensiones para crear lienzos de gran tamaño.
En 2003, Bruno Alfieri invitó a Piqueras a crear el trofeo para la competencia anual "L'Automobile più bello del mondo", organizado por la revista Automobilia. Creó un objeto con base de metal pintada en rojo Ferrari, que llevaba una rueda realizada en bambú en el estilo usado tradicionalmente en el Perú para construir “castillos” de fuegos artificiales para las grandes celebraciones.
En 2007, en medio de preparaciones para mudarse a París, Piqueras presentó en Lima una importante exposición de su producción reciente, la primera en una serie de exposiciones que realizaría cada dos años.
En 2010, Piqueras fue condecorado por el embajador peruano en Francia, en nombre de la República del Perú, con la Orden del Sol al Mérito por Servicios Distinguidos.  

## Vida personal
Jorge Piqueras tuvo cuatro hijos de su matrimonio con Grati Baroni: Ilaria, psicoanalista (1947); Lorenzo, arquitecto (1953); Gorka, arquitecto (1956); y Francesca, fotógrafa (1960).
Con Christine Graves tuvo una hija, Arianna Piqueras-Graves, nacida en 1989.  

## Exposiciones seleccionadas

###### 1951
- Florencia, Italia, Galleria Numero (individual, escultura)
- París, Francia, Galerie Breteau (individual, escultura)

###### 1953
- São Paulo, Brasil, II Biennale de São Paulo (escultura)

###### 1955
- Valencia, Venezuela, Exposition Internacional de la Ciudad de Valencia (pintura)

###### 1957
- París, Francia, 12éme Salon de Réalités Nouvelles (pintura)
- Milán, Italia, XX Biennale Permanente (pintura)

###### 1958
- Roma, Italia, First Exhibition of Latin American artists

###### 1959
- Milán, Italia, Galleria del Grattacielo (individual, pintura)

###### 1960
- Zúrich, Suiza, Susanne Bollag Gallery (individual, pintura)
- Düsseldorf, Alemania, Kunstverein Studio Für Graphiik (individual, dibujos)
- Venecia, Italia, XXX Esposizione Internazionale d'Arte, Biennale di Venezia (pintura)

###### 1961
- Milán, Italia, Galleria Lorenzelli (individual, pintura)

###### 1962
- París, Francia, Galerie Flinker (pintura)
- París, Francia, L’Art Latino-américain a Paris, Musée d’Art Moderne de la Ville de Paris

###### 1963
- New York, USA, Staempfli Gallery (individual, pintura)
- Cadaqués, España, Galería Uno (individual, pintura)

###### 1964
- Bruselas, Bélgica, Galerie Aujourd’hui, Palais de Beaux Arts (individual, pintura)
- Venecia, Italia, XXXII Esposizione Internazionale d'Arte, Biennale di Venezia (pintura)
- París, Francia, Salon de Mai (escultura)

###### 1966
- París, Francia, Galerie Flinker (individual, pintura)
- Venecia, Italia, XXXIII Esposizione Internazionale d'Arte, Biennale di Venezia (pintura)

###### 1968
- Saint Paul-de-Vence, Francia, L’Art Vivant 1965-1968 (pintura)

###### 1969
- París, Francia, Salon de Mai (escultura)
- Middelheim Antwerp, Bélgica, Biennale Internationale de Sculpture

###### 1970
- París, Francia, Salon de Mai (escultura)
- Menton, Francia, VIII Biennale de Menton (escultura)
- París, Francia, Salon de la Jeune Sculpture

###### 1971
- París, Francia, IV Exposition Internationale de sculpture contemporaine, Musée Rodin
- París, Francia, Salon de Mai (sculpture)
- París, Francia, Salon de la Jeune Sculpture

###### 1972
- París, Francia, Salon de Mai (sculpture)
- París, Francia, Salon de la Jeune Sculpture
- Carrara, Italia, Esposizione Nazionale del Marmo, Sezione Internazionale di Scultura

###### 1973
- Villeparisis, Francia, Galerie du Centre Culturel Municipal (individual, escultura)
- Volterra, Italia, Volterra 73 - Interventi nella Cittá (escultura)

###### 1975
- Bélgica, Parc du Château de Beloeil, Beloeil 1, Aperçu de la sculpture en France
- París, Francia, Musée d’Art Moderne de la Ville de Paris, ARC 2 (individual, escultura)

###### 1976
- Ville Nouvel d’Évry, Francia, Agora Place des Terrasses, 11 Sculptures

###### 1977
- París, Francia, FIAC - stand Galerie Attali (escultura)

###### 1982
- Berlín, Alemania, Künstler aus Lateinamerika, Berliner Künstlerprogramme (escultura)

###### 1987
- Trujillo, Perú, III Bienal de Trujillo (Invitado Principal)

###### 1988
- Lima, Perú, Sala de la Municipalidad de Miraflores (individual, pintura y escultura)

###### 1990
- Lima, Perú, Galería Camino Brent (individual, pintura)

###### 1992
- Los Ángeles, California, Iturralde Gallery (individual, pintura)

###### 1993
- Maubeuge, Francia, I Triennale des Amériques 1993 (pintura)

###### 1996
- México D.F., Museo José Luis Cuevas, Homenaje a Juan W. Acha (pintura)
- Maierà, Calabria, Italia, Palazzo Ducale, Sogni Pietrificati (escultura e instalaciones)

###### 1997
- Venecia, Italia, XLVII Esposizione Internazionale d'Arte, Biennale di Venezia (pintura)
- Lima, Perú, I Bienal Iberoamericana de Lima, Salón de Invitados Especiales (pintura)

###### 1999
- Lima, Perú, Museo de Arte de Lima, Partidas, Retornos y Exilios Interiores en las décadas de los 80 y 90 (pintura y escultura)

###### 2005
- Lima, Perú, Galería Lucía de la Puente, 10th anniversary (escultura)

###### 2007
- Lima, Perú, Galería Lucía de la Puente (individual, pintura)

###### 2011
- Lima, Perú, Museo de Arte de Lima (MALI), Jorge Piqueras: De la estructura al estallido – Una geometría en proceso, 1952-1959, (individual)

###### 2013
- Copenhague, Dinamarca, Gallery Claus Christensen, Jorge Piqueras and Jorgen Haugen Sorensen, Two One-of-a-Kind (pintura y escultura)

###### 2014
- Lima, Perú, Museo de la Nación, 1st ComparArt (pintura, escultura)

###### 2015
- Lima, Perú, Museo de Arte de Lima, The Other Edge: Geometric Painting in Peru 1947–1958 (pintura)

###### 2016
- Lima, Perú, Galería Lucía a de la Puente (individual, pintura)

###### 2021
- Saint-Junien, Francia, Halle aux grains, Jorge Piqueras 2016-2020 (individual, pintura y escultura)

###### 2023
- Madrid, España, Fundación Juan March, Antes de América: Fuentes originarias en la cultura moderna (pintura)